# Halușciîna Hreblea, Novi Sanjarî
Halușciîna Hreblea (în ucraineană Галущина Гребля) este localitatea de reședință a comunei Halușciîna Hreblea din raionul Novi Sanjarî, regiunea Poltava, Ucraina.

## Demografie
Componența lingvistică a localității Halușciîna Hreblea
     Ucraineană (96,79%)
     Rusă (2,29%)
Conform recensământului din 2001, majoritatea populației localității Halușciîna Hreblea era vorbitoare de ucraineană (96,79%), existând în minoritate și vorbitori de rusă (2,29%).